# Guerra de Ribagorza
Se denomina guerra de Ribagorza, guerra de la Ribagorza o bandos de Ribagorza a un enfrentamiento en el seno del Condado de Ribagorza a finales del siglo XVI que marcó el final del condado. Levantados contra su señor, los vasallos del condado sufrieron la represión nobiliaria del conde, mientras que las alianzas y enemistades dinásticas arrastraron a bandoleros y nobles vecinos antes de que la corona aprovechara el conflicto para incorporar el condado.

## Orígenes
El condado de Ribagorza había vivido un periodo de inestabilidad desde el gobierno de Martín de Gurrea y Aragón, duque de Villahermosa y conde de Ribagorza, que tuvo que sofocar en 1554 una revuelta. Ya entonces la corona pretendió la revocación del feudo, pero el justicia de Aragón falló a favor de Martín. La casa de Villahermosa trató de zanjar la cuestión en 1565 abdicando Martín en su hijo Juan de Gurrea y Aragón pero la sentencia de asesinato y posterior ejecución de Juan  en 1573 por la muerte de su mujer devolvió el condado a manos de su padre. 
En 1578, estalló una nueva revuelta en el condado centrada en Benabarre mientras que Martín se iba desentendiendo cada vez más de lo temporal tras la pérdida de su hijo y otros seres queridos. En 1579 fue detenido su amigo Antonio Pérez, en un escándalo que terminaría afectando al conflicto ribagorzano.

## Final
Es en ese contexto que Fernando II de Ribagorza, segundogénito de Martín, heredó el condado de Ribagorza a la muerte de su padre en 1581, enfrentándose a la revuelta de sus vasallos. Los logró derrotar con la toma de Benabarre en 1587 para después hacer degollar a su líder, Juan de Ager. Finalmente, restableció su autoridad con el apoyo de los Bardají de Benasque, que se oponían a la revuelta, y de Lupercio Latrás, bandolero pirenaico.
A pesar de ello, los insurrectos continuaron su rebelión en el contexto de las alteraciones de Aragón que había causado la huida de Antonio Pérez. La situación general en Aragón llevó a intervenir Diego Fernández de Cabrera-Bobadilla y de Mendoza, conde de Chinchón, fiel representante en Aragón de la corona y enemigo de la Casa de Villahermosa por su parentesco con la fallecida mujer de Juan de Gurrea. Fernández de Cabrera prestó su apoyo al bandolero Minyò de Montellà y logró apresar a Fernando II en 1591 bajo la acusación de complicidad en las alteraciones. Fernando fue forzado a renunciar al condado en favor de la corona y encarcelado en los castillos de Burgos y Miranda de Ebro, donde murió.
Francisco de Gurrea y Aragón, hermano de Fernando, continuó con la reclamación al condado por parte de la familia, autotitulándose Francisco I de Ribagorza hasta 1598. En esa fecha, pactó con la corona la renuncia al condado a cambio del título de conde de Luna y las encomiendas de Bexis, Castell de Castells, Terés y Teresa en el reino de Valencia.